# Die Lage des Landes
Die Lage des Landes (Originaltitel: The Lay of the Land) ist ein Roman des amerikanischen Schriftstellers Richard Ford. Er wurde im Jahr 2006 bei A. A. Knopf veröffentlicht. Die Übersetzung aus dem amerikanischen Englisch durch Frank Heibert erschien 2007 im Berlin Verlag.
Die Lage des Landes führt die Lebensgeschichte des Immobilienmaklers Frank Bascombe fort und schließt an die Romane Der Sportreporter (The Sportswriter, 1986) und Unabhängigkeitstag (Independence Day, 1995) an. Es folgten Frank (Let Me Be Frank With You, 2014) und Valentinstag (Be Mine, 2023) an. Ähnlich wie in den beiden vorhergehenden Romanen benutzt Ford die Vorbereitung zu einem Fest (nach Ostern und dem amerikanischen Unabhängigkeitstag dieses Mal Thanksgiving) als Zeitrahmen, der mit den Beobachtungen und Selbstreflexionen des Protagonisten ausgefüllt wird. Dieser sehnt sich nach Permanenz, doch viele Zeichen stehen auf Veränderung.

## Inhalt
Es ist Thanksgiving im Spätherbst des Jahres 2000 an der amerikanischen Ostküste. Die Präsidentschaftswahl zwischen George W. Bush und Al Gore ist noch nicht endgültig ausgezählt, doch der 55-jährige Frank Bascombe, überzeugter Anhänger der Demokraten, befürchtet einen Sieg des Republikaners Bush, der das Land und nicht zuletzt seine Immobilienbranche in eine Rezession stürzen wird. Der ursprünglich aus Mississippi stammende Frank hat seine langjährige Heimatstadt Haddam, New Jersey, verlassen und lebt jetzt einige Kilometer weiter in Sea-Clift an der unmittelbaren Atlantikküste. Dort hat er sein eigenes Immobilienbüro Realty-Wise gegründet, das nur einen Angestellten beschäftigt, den geschäftstüchtigen Tibeter Lobsang Dhargey, der zwischen dem traditionellen Buddhismus Dalai Lamas und der amerikanischen Assimilation (ausgedrückt durch seinen angenommenen Namen Mike Mahoney) hin- und hergerissen ist.
Die ersehnte „Permanenzphase“ im Leben Frank Bascombes – stets das zu sein, was man gerade ist – ist in den letzten Monaten durch plötzliche Veränderungen bedroht worden: Wally Caldwell, der für tot erklärte Gatte seiner zweiten Frau Sally, ist auf der schottischen Insel Mull wieder aufgetaucht, und Sally hat Bascombe verlassen, um in Schottland die nie verwundene Trennung von ihrem ersten Mann aufzuarbeiten. Ob er sich Hoffnungen auf ihre Rückkehr machen kann, ob er überhaupt noch mit ihr verheiratet ist, weiß Frank nicht. Die Diagnose eines Prostatakrebs hat in dem Zurückgelassenen die Ahnung des nahen Todes aufgeworfen, auch wenn eine Behandlung mit radioaktiven Jod-Seed-Implantaten anschlägt. Franks 25-jährige Tochter Clarissa ist bei ihm eingezogen, um sich gemeinsam mit ihrer lesbischen Partnerin Cookie um seine Genesung zu kümmern.
Am Dienstag vor Thanksgiving begleitet Frank seinen Partner Mike zum Gespräch mit dem Bauunternehmer Tom Benivalle, in dessen windige Projekte der Tibeter investieren möchte. Er wohnt der Bestattung seines Freundes Ernie MacAuliffe bei und gerät in die Ermittlungen zu einem Bombenanschlag im Krankenhaus von Haddam, wo er gewöhnlich in der Cafeteria zu Mittag isst. Im Rahmen des Bürgernetzwerks Sponsors, in dem Privatleute den Sorgen anderer Menschen zuhören und ihnen Ratschläge erteilen, besucht er die Klientin Marguerite Purcell und erkennt in ihr eine ehemalige Geliebte wieder. Schließlich trifft er in der De Tocqueville Academy seine Ex-Frau Ann Dykstra und wird von ihr mit einer Liebesbeteuerung überrascht, die er nicht erwidern kann. Trotz der Ahnung einer familiären Katastrophe lädt er sie zum Thanksgivingessen ein. Am Abend prügelt er sich in einer Bar und stürzt Mike in Verlegenheit, als er beim Wildpinkeln von einer Polizeistreife entdeckt wird.
Am nächsten Morgen trifft er erstmals den neuen Liebhaber Clarissas, die es nach einer lesbischen Phase doch noch einmal mit einem Mann probieren will. Thom ist deutlich älter als sie, ein selbstbewusster Verführer und Frank abgrundtief unsympathisch. Der entflieht seiner Gegenwart, führt einem Klienten ein Haus für dessen Lebensabend vor und wohnt anschließend mit Wade Arsenault, dem Vater einer früheren Geliebten, der Sprengung eines alten Hotels bei. Nachdem ein kleiner Junge die Scheibe seines Suburbans eingeschlagen hat, wartet Frank in einer nahen Lesbenbar auf dessen Reparatur. Er betrinkt sich, und als der Unfalltod des Sohnes eines Maklerkonkurrenten in ihm die Erinnerung an seinen verstorbenen erstgeborenen Sohn Ralph aufsteigen lässt, bricht er in Tränen aus. Er erkennt, dass er sein ganzes Leben hindurch dessen Tod nicht verarbeiten konnte, und dass er endlich beginnen muss, sein Leben anzunehmen.
An Thanksgiving ist Franks zweitgeborener Sohn Paul angekommen, der in Kansas City bei Hallmark Grußkartentexte entwirft, eine Tätigkeit, die Frank so wenig ernst nehmen kann wie seinen ganzen, ständig blödelnden Sohn, weswegen er dessen Plänen, in das väterliche Immobiliengeschäft einzusteigen, skeptisch gegenübersteht. Dafür schließt er seine Freundin Jill, die bei einem Unfall eine Hand verloren hat, schnell in sein Herz. Im Telefongespräch mit Ann, die das Thanksgivingessen absagt, wird ihm bewusst, dass er seine Exfrau zu hassen gelernt hat. Gleichzeitig weckt ein Brief aus Schottland die Hoffnung, dass Sally zu ihm zurückkehren wird. Nachdem er ein Verkaufsgespräch vermasselt hat, erfährt Frank, dass sich seine Tochter Clarissa mit ihrem Freund gestritten hat. Bei der Flucht mit dessen Wagen fuhr sie einen Polizisten an und sitzt nun im Gefängnis von Absecon. Als Frank dorthin aufbrechen will, gerät er in den Überfall einer Jugendgang auf seinen Nachbarn und wird von zwei Kugeln in die Brust getroffen.
Frank überlebt die Notoperation. Als er aus dem Krankenhaus entlassen wird, holt er mit seinen Kindern und der angereisten Sally die Thanksgiving-Feier nach und sie vergraben gemeinsam eine Zeitkapsel im Garten. Wally Caldwell hat nach seinem langen Einsiedlerleben die Nähe Sallys nicht verkraftet und sich umgebracht. Ob sie endgültig zu Frank zurückkehren wird, ist noch offen, doch sie begleitet ihn zu einer Untersuchung an die Mayo Clinic, in der er erfahren wird, ob seine Prostatabehandlung von Erfolg gekrönt war. Seine Beerdigung hat er geregelt, doch Mikes Angebot, das Maklerbüro zu übernehmen, hat Frank zugunsten einer Teilhaberschaft zurückgewiesen. Er fühlt sich noch nicht reif, sich aufs Altenteil zurückzuziehen. Nicht das Annehmen von Ralphs Tod ist, so glaubt er jetzt, das noch fehlende Viertel zu seinem Leben, sondern dessen Ausleben.

## Interpretation
Der Roman schildert ziemlich minutiös amerikanischen Alltag an der Ostküste mit seinen verschiedenen gesellschaftlichen Schichten, ihren Ansichten und Verhaltensweisen. Frank Bascombe selbst verkörpert dabei die subjektive Befindlichkeit des intelligenten, kritischen und zur Selbstironie fähigen Durchschnittsbürgers zur Jahrtausendwende. Sein mittelständisches Milieu liefert lebendiges Anschauungsmaterial und Raum für moralische und politische Überlegungen zur Lage des Landes. Seine Komplexität gewinnt der Roman durch die Verknüpfung der geschäftlichen, persönlichen und politischen Handlungsebenen.
Wie schon in Unabhängigkeitstag benutzt Richard Ford in Die Lage des Landes das Immobiliengeschäft seines Protagonisten als vielstimmiges metaphorisches Instrument, um die moralische Gestimmtheit der Gesellschaft zum Klingen zu bringen. Die Beziehungen zwischen Makler und Klient dienen als alltägliche Beispiele für allgemeinere gesellschaftliche Beziehungen. Nicht ohne Ironie gelingt es Ford gleichsam unter der Prämisse „Wohnen als Elementarbedürfnis“ anhand alltäglicher Situationen die psychische Disposition der Wohnungssuchenden bzw. Hauskäufer offenzulegen, um auf die moralischen Weiterungen und die persönlichen Folgen einzugehen, die aus ihren Entscheidungen erwachsen.
Obwohl man die Grundstimmung des Romans als schwermütig bezeichnen muss, gelingt es Ford, mit der Hefe der Ironie den lebensphilosophischen Teig zu einem lockeren Kuchen aufgehen zu lassen. Frank erscheint zwar als moralisch integre Persönlichkeit, ist indes keineswegs so prinzipienfest, wie die „permanenten Periode“, als die er seinen augenblicklichen Lebensabschnitt bezeichnet, vermuten lässt. Indem noch viele Optionen offen gehalten werden, erscheinen auch die Grenzen und Grundsätze der Lebensgestaltung eher als Arbeitshypothesen, die am konkreten Beispiel auf ihre Tragfähigkeit getestet werden.
Formal ist Die Lage des Landes ein geradliniges, bisweilen reportagehaftes Buch. Sein Stil ist essayistisch, seine Sprache ausdrucksstark, gleichwohl konventionell. Dennoch besticht die Erzählung durch die psychologische Durchzeichnung der zahlreichen Personen, die gleichsam photographische Schärfe der Beobachtung und die atmosphärische Schilderung der Situationen. Während der Roman daher stellenweise als Modell für amerikanisches „creative writing“ aufstößt, vermag er dennoch als ausschnitthafte Beschreibung des mittelständischen Milieus (der Ostküste der USA) und seiner Seelenlandschaft zu überzeugen.

## Ausgaben
- Richard Ford: The Lay of the Land. A. A. Knopf, New York 2006, ISBN 0-676-97248-9.
- Richard Ford: Die Lage des Landes. Aus dem Amerikanischen von Frank Heibert. Berlin, Berlin 2007, ISBN 978-3-8270-0065-1.
- Richard Ford: Die Lage des Landes. Aus dem Amerikanischen von Frank Heibert.  Berliner Taschenbuch-Verlag, Berlin 2008, ISBN 978-3-8333-0569-6.
- Richard Ford: Die Lage des Landes. Aus dem Amerikanischen von Frank Heibert. dtv, München 2015, ISBN 978-3-423-14443-8.